# Callobius bennetti
Callobius bennetti es una especie de araña araneomorfa del género Callobius,  familia Amaurobiidae. Fue descrita científicamente por Blackwall en 1846.
Se distribuye por Canadá, Estados Unidos y Bolivia. La especie se mantiene activa durante todos los meses del año.